# Mladen Cetinja
Mladen Cetinja (28. prosinca 1961.) je bivši hrvatski košarkaš. Danas je košarkaški trener. Nadimka je "Cet".

## Igračka karijera
Košarku igra od 1974. godine, s 12 godina. Prvo je igrao u KK Jugotonu. Kad su u Dubravi izgradili novu dvoranu (OŠ Antuna Mihanovića) prešao je u KK Dubec (trener Marijan Maras). Kad je izgrađena nova osnovna škola Mate Lovraka, 1976. prešao je u KK Dubravu gdje ga je trenirao Srećko Medvedec. Zbog postojeće registracije za Dubec, igrao je za taj klub.
Pružao je izvrsne utakmice. Jednom je postigao na utakmici 47 koševa, a taj su ga put baš gledali Cibonini treneri Željko Pavličević i Mirko Novosel. Uslijedio je poziv iz Cibone. Dubec ga nije namjeravao pustiti pa je igrao po dvojnoj licenciji, kao senior i kao junior. Kao senior igrao je za Dubec, a kao junior za Cibonu. Izvrsne igre nisu izostale. U juniorskim mu je danima važne savjete dao Krešimir Ćosić.
Uskoro su ga pozvali u juniorsku reprezentaciju Jugoslavije, u kojoj su ga trenirali Dušan Ivković, Janez Drvarič, Bogdan Tanjević i Luka Stančić.
1979. prešao je u Cibonine seniore. Najveći dio svoje karijere proveo je u Ciboni, gdje je igrao šest sezona. Ondje je ostao sve dok nije došao Dražen Petrović, koji je ponio njegov dres. Suočen s jakom Draženovom konkurencijom, minutaža mu je izvjesno bila smanjena pa je odlučio otići.
Iz Cibone je 1985. otišao u KK Monting te poslije u KK Karlovac. U Karlovcu je ozlijedio koljeno koje je operirao, no nije bilo to napravljeno na najbolji način, što se odrazilo nekoliko godina poslije, kad je karijeru završio ranije od očekivanog.
Njegov ga je bivši trener Medvedec pozvao neka se vrati u KK Dubravu, jer su stvarali izvrsnu momčad (Darko Krunić i drugi). 1987. se je godine vratio u Dubravu i već sezone 1988./89. izborili ondašnju Jedinstvenu ligu pobijedivši u svim dvadeset i dvjema utakmicama u ligi te sezone. Zbog stare ozljede koljena, uskoro je u Dubravi završio karijeru.

## Trenerska karijera
Odmah po završetku igračke karijere dao se u trenersku karijeru. Trenirao je mlade kategorije Dubrave. Bio je u igri za pomoćnog trenera Danijelu Jusupu, no izabrao je rad s mladeži, a preporučio Tihomira Bujana.
Poslije je uz rad s perspektivnim juniorima Zoranom Planinićem i Daliborom Bagarićem, kasnijim hrvatskim reprezentativcima, ipak radio kao pomoćni rener. Dvije je godine pomagao Ivici Buriću. To su bila vremena najvećih uspjeha Dubrave.
2005. je s dvjema dobnim selekcijama (dječaci i mlađi kadeti) koje je vodio osvojio juniorska prvenstva Hrvatske.
Poslije je radio u BiH i na Kosovu.
2008. zamijenio je pok. Seada Žunića i preuzeo juniore KK Čakovec. Postigao je malo čudo s njima: plasiralo se na regionalno natjecanje, poluzavršnicu prvenstva RH te na kraju na turnir najbolje četiri momčadi (Final Four RH) koji se održao u Karlovcu. U polufinalu su ispali od prejake Cibone predvođenu igračima Radoševićem i Zubčićem, no u borbi za treće mjesto, postigao je s čakovečkim juniorima novo iznenađenje, pobijedivši Split.
2008./09. vodio je školu košarke Varaždin.
Od svibnja 2010. do siječnja 2012. bio je šef omladinskog pogona u Križevcima.
Predviđen je za hrvatsku športsku delegaciju u Kinu u Peking, a u svezi s trogodišnjim sporazumom o športskoj suradnji Zagreba i Pekinga (Pekinški športski savez. Cetinja će snimiti kratki film o suradnji između dvaju gradova.
Osim trenerskog posla, bavi se stvaranjem športskih edukativnih emisija.

## Uspjesi
Ukupno je osvojio pet seniorskih trofeja s Cibonom. Bio je kadetski, juniorski, seniorski i veteranski prvak Jugoslavije.
1981/82. osvojio je s Cibonom Kup pobjednika kupova, pobijedivši u finalu madridski Real. Cetinjini suigrači bili su: Krešimir Ćosić, Aleksandar Petrović, Andro Knego, Zoran Čutura, Mihovil Nakić, Damir Pavličević, Sven Ušić, Rajko Gospodnetić, Adnan Bečić, Tomislav Bevanda, Srđan Savović, a vodio ih je Mirko Novosel.
S Cibonom je osvojio naslov prvaka Jugoslavije u sezoni 1983./84. Igrala je u sastavu Mihovil Nakić, Aleksandar Petrović, Adnan Bečić, Zoran Čutura, Damir Pavličević, Mladen Cetinja, Andro Knego, Rajko Gospodnetić, Sven Ušić, Jelavić, Nikšić, Franjo Arapović, Joško Vukičević, Mihovil Nakić, Branko Vukičević, a trenirao ih je Mirko Novosel.
S mladim kategorijama KK Dubrave osvojio je prvenstvo Hrvatske 2005. godine.

## Vanjske poveznice
- KK Dubrava[neaktivna poveznica] Mladen Cetinja u Ciboni
- KK Dubrava  Arhivirana inačica izvorne stranice od 5. ožujka 2016. (Wayback Machine) Mladen Cetinja (na sluci čuči prvi slijeva), sezone 1988./89.
- KK Dubrava[neaktivna poveznica] Mladen Cetinja kao trener dječaka KK Dubrave